# Canton d'Antibes-1
Le canton d'Antibes-1 est une circonscription électorale française du département des Alpes-Maritimes, créée par le décret du 24 février 2014 et entrant en vigueur lors des élections départementales de 2015.

## Historique
Un nouveau découpage territorial des Alpes-Maritimes entre en vigueur en mars 2015, défini par le décret du 24 février 2014, en application des lois du 17 mai 2013 (loi organique 2013-402 et loi 2013-403). Les conseillers départementaux sont, à compter de ces élections, élus au scrutin majoritaire binominal mixte. Les électeurs de chaque canton élisent au Conseil départemental, nouvelle appellation du Conseil général, deux membres de sexe différent, qui se présentent en binôme de candidats. Les conseillers départementaux sont élus pour 6 ans au scrutin binominal majoritaire à deux tours, l'accès au second tour nécessitant 12,5 % des inscrits au 1er tour. En outre la totalité des conseillers départementaux est renouvelée. Ce nouveau mode de scrutin nécessite un redécoupage des cantons dont le nombre est divisé par deux avec arrondi à l'unité impaire supérieure si ce nombre n'est pas entier impair, assorti de conditions de seuils minimaux. Dans les Alpes-Maritimes, le nombre de cantons passe ainsi de 52 à 27. Le canton d'Antibes-1 fait partie des 14 nouveaux cantons du département, les 13 autres cantons portant la dénomination d'un ancien canton, mais avec des limites territoriales différentes.

## Composition
Le canton d'Antibes-1 comprend la commune de Vallauris et une fraction de la commune d'Antibes, cette dernière étant la partie de la commune d'Antibes située à l'ouest d'une ligne définie par l'axe des voies et limites suivantes : depuis la limite territoriale de la commune de Vallauris, chemin des Brusquets, déviation nord du chemin des Brusquets, ligne droite jusqu'au cours d'eau, cours d'eau, chemin de la Forêt, ligne droite reliant l'extrémité du chemin de la Forêt traversant le vallon des Eucalyptus à celle du chemin partant de l'intersection du chemin des Terriers et du boulevard André-Breton, chemin des Terriers, chemin des Ames-du-Purgatoire, chemin de Rabiac-Estagnol, chemin de Fontmerle, route de Saint-Jean, chemin des Eucalyptus, chemin de Lauvert, route départementale 6107, rond-point de la Badine, route de la Badine, rue Pierre-Loti, boulevard Raymond-Poincaré, avenue de l'Amiral-Courbet, boulevard Charles-Guillaumot, ligne droite prolongeant la rue des Iles jusqu'au littoral.
| Nom                             | Code Insee | Intercommunalité    | Superficie (km2) | Population (dernière pop. légale)                | Densité (hab./km2) | Modifier                                    |
| ------------------------------- | ---------- | ------------------- | ---------------- | ------------------------------------------------ | ------------------ | ------------------------------------------- |
| Antibes (bureau centralisateur) | 06004      | CA Sophia Antipolis | 26,48            | Fraction : 11 223 (2022) Commune : 76 612 (2022) | 2 893              | modifier les données · modifier les données |
| Vallauris                       | 06155      | CA Sophia Antipolis | 13,04            | 28 579 (2022)                                    | 2 192              | modifier les données · modifier les données |
| Canton d'Antibes-1              | 0601       |                     |                  | 39 802 (2022)                                    |                    | modifier les données                        |

## Démographie
En 2022, le canton comptait 39 802 habitants, en évolution de +6,61 % par rapport à 2016 (Alpes-Maritimes : +2,85 %, France hors Mayotte : +2,11 %).
| 2013   | 2018   | 2022   |
| ------ | ------ | ------ |
| 37 119 | 38 123 | 39 802 |

## Représentation
| Période élective | Période élective | Mandat | Mandat   | Identité         | Nuance | Nuance | Qualité |
| ---------------- | ---------------- | ------ | -------- | ---------------- | ------ | ------ | --- |
| 2015             | 2021             | 2015   | 2021     | Georges Roux     |        | LR     | Adjoint au maire d'Antibes (jusqu'en 2020)                                                                 |
| 2015             | 2021             | 2015   | 2021     | Michelle Salucki |        | UDI    | Ancienne Maire de Vallauris (2014-2020) Vice-présidente du Département chargée du patrimoine départemental |
| 2021             | 2028             | 2021   | en cours | Kevin Luciano    |        | LR     | Avocat, maître de conférences à l'Université de Nice-Côte-d'Azur Maire de Vallauris-Golfe-Juan             |
| 2021             | 2028             | 2021   | en cours | Françoise Thomel |        | LR     | Adjointe au maire d'Antibes                                                                                |

### Résultats détaillés

#### Élections de mars 2015
À l'issue du 1er tour des élections départementales de 2015, deux binômes sont en ballottage : Georges Roux et Michelle Salucki (Union de la Droite, 38,85 %) et Anne Chevalier et Lionel Tivoli (FN, 34,91 %). Le taux de participation est de 45,34 % (11 750 votants sur 25 917 inscrits) contre 48,55 % au niveau départementalet 50,17 % au niveau national.
Au second tour, Georges Roux et Michelle Salucki (Union de la Droite) sont élus avec 59,54 % des suffrages exprimés et un taux de participation de 46,51 % (6 744 voix pour 12 053 votants et 25 917 inscrits).

#### Élections de juin 2021
Le premier tour des élections départementales de 2021 est marqué par un très faible taux de participation (33,26 % au niveau national). Dans le canton d'Antibes-1, ce taux de participation est de 32,69 % (8 486 votants sur 25 959 inscrits) contre 34,55 % au niveau départemental. À l'issue de ce premier tour, deux binômes sont en ballottage : Kevin Luciano et Françoise Thomel (Union à droite, 36,63 %) et Dorette Landerer et Lionel Tivoli (RN, 26,4 %).
Le second tour des élections est marqué une nouvelle fois par une abstention massive équivalente au premier tour. Les taux de participation sont de 34,3 % au niveau national, 37,61 % dans le département et 35,59 % dans le canton d'Antibes-1. Kevin Luciano et Françoise Thomel (Union à droite) sont élus avec 65,55 % des suffrages exprimés (5 686 voix pour 9 238 votants et 25 959 inscrits),,.